# Veerse Gatdam
Le Veerse Gatdam est un barrage en Zélande, aux Pays-Bas. Il sépare le Veerse Meer de la mer du Nord. La route nationale N57 l'emprunte. Il ne possède pas d'écluse contrairement au Zandkreekdam, situé de l'autre côté du lac.

## Histoire
Le barrage est une digue construite sur des bancs de sable entre les îles de Walcheren et de Noord-Beveland sur le bras de mer du Veerse Gat qui lui donne son nom.
Pour assurer la construction du barrage malgré le fort courant de marée, sept caissons similaires aux caissons Phoenix des ports artificiels construits pendant le débarquement de Normandie ont été utilisés pour fermer sa partie centrale. Une fois mis en place, il laissaient passer le flux de marée et leurs vannes ont été fermées une fois l'ensemble terminé. Ces caissons, longs de 45 m chacun, ont été construits dans un bassin situé entre Veere et Vrouwenpolder, aujourd'hui utilisé comme port de plaisance. Une fois le barrage achevé, les caissons ont été recouverts de sable pour assurer la solidité de l'ensemble.
Il a été inauguré le 21 avril 1961, c'est le troisième ouvrage du plan Delta.
La fermeture du Veerse Gat par le Veerse Gatdam à l'ouest et le Zandkreekdam à l'est a créé un lac d'eau salée apprécié des amateurs de sports nautiques, appelé le Veerse Meer.